# Mstislav III av Kiev
Mstislav III av Kiev, född okänt år, död 1223, var en monark (storfurste) av Kiev mellan 1214 och 1223. 